# Microphthirus uncinatus
Microphthirus uncinatus – gatunek wszy należący do rodziny Enderleinellidae, pasożytujący na wiewiórkowatych powoduje chorobę wszawicę. Typowym żywicielem jest assapan północny (Glaucomys sabrinus) z podrodziny wiewiórek.
Samica długości 0,45 mm, samiec mniejszy 0,35 mm. Ciało silnie spłaszczone grzbietowo-brzusznie. Nie posiadają oczu. Antena składa się z 5 segmentów, bez wyraźnie zaznaczonego dymorfizmu płciowego. Środkowa i tylna para nóg jest mała i słaba, przednia para silna, zaopatrzona w mocny pazur. Samica składa jaja zwane gnidami, które są mocowane specjalnym „cementem” u nasady włosa. Rozwój osobniczy trwa po wykluciu się z jaja około 14 dni.
Występuje na terenie Ameryki Północnej.